# Градостроительный регламент
Градостроительный регламент — устанавливаемые правилами землепользования и застройки в пределах границ соответствующей территориальной зоны:
- виды разрешенного использования земельных участков и объектов капитального строительства (напр. жилые дома, объекты торговли и повседневного обслуживания, деловые и коммерческие объекты, промышленные предприятия, склады, и пр.);
- предельные (минимальные и (или) максимальные) размеры земельных участков и предельные параметры разрешенного строительства, реконструкции объектов капитального строительства (например этажность и плотность застройки, минимально допустимые отступы (расстояния) от стен зданий до границ земельных участков и красных линий, минимальная доля озелененных территорий земельного участка, минимальное количество мест на автостоянках и пр.);
- ограничения использования земельных участков и объектов капитального строительства.

Виды разрешенного использования земельных участков и объектов капитального строительства подразделяются на:
- основные, допускающие самостоятельный выбор застройщиком предпочтительного вида из их состава для соответствующей территориальной зоны;
- условно разрешенные, разрешение на которые может быть получено только по итогам публичных слушаний;
- вспомогательные, допустимые только в качестве дополнительных по отношению к основным видам разрешенного использования и условно разрешенным видам использования и осуществляемые совместно с ними (напр.: гаражи, локальные объекты инженерной инфраструктуры и пр.).